# Ohau (rivière)
La rivière Ohau (anglais : Ohau River) est courte rivière de 8 km de long, qui relie le Lac Ōhau avec le lac artificiel lac Ruataniwha (en) dans le  bassin de Mackenzie de la région de  Canterbury  dans l’Île du Sud de la Nouvelle-Zélande.

## Géographie
Jusqu’à la construction du projet d'hydroélectricité du fleuve Waitaki, c’était un affluent de ce fleuve Waitaki. Cette rivière forme une partie de la frontière traditionnelle entre la région d’Otago et de la région de Canterbury.